# امتیستا دو سول
امتیستا دو سول (به پرتغالی: Ametista do Sul) یک شهرستان در برزیل است که در ریو گرانده جنوبی واقع شده‌است.

## خصوصیات
امتیستا دو سول ۹۳٫۴۹۰ کیلومترمربع مساحت و ۸٬۴۴۰ نفر جمعیت دارد و ۵۰۵ متر بالاتر از سطح دریا واقع شده‌است.